# مجلس قضاء ميلة
مجلس قضاء ميلة. أنشأ بموجب الأمر 73-74 المؤرخ في 12 جويلية/ تموز 1974 و الذي يتضمن إحداث مجالس قضائية. رئيس المجلس السيد بوبترة عبد المالك والنائب العام جباري عبد المجيد. تم تدشين مقره الحالي في 07 جانفي / كانون الثاني 2016 من طرف الوزير العدل حافظ الأختام، الطيب لوح.